# Mercedes-Benz Integro
L’Integro (désignation du type O 550) est un autocar interurbain produit par la division bus du groupe Mercedes-Benz depuis 1996.

## Les différentes versions

### Integro L
Ce modèle est la version longue à trois essieux de l'autocar Integro. Une version modernisée est produite depuis 2007 dont la largeur passe de 2,50 m à 2,55 m. À la suite de la sortie du modèle Euro 6 au 1er janvier 2014, la motorisation du modèle évolue.

### Integro M
Ce modèle a été créé en 2004 pour pouvoir accueillir plus de passagers. La version modernisée produite depuis 2007 a permis une augmentation de la largeur de l'autocar passant de 2,50 m à 2,55 m. Tout comme l'Integro L, la motorisation du modèle est modifiée au 1er janvier 2014 avec l'entrée en vigueur de la norme Euro 6.

## Commercialisation
| Numéro de parc | Pays | Ville ou entité administrative | Exploitant | Version | Mise en service | Mise hors service | Observations - Particularités |
| -------------- | ---- | ------------------------------ | ---------- | ------- | --------------- | ----------------- | ----------------------------- |
|                |      |                                |            |         |                 |                   |                               |